# Allmende – Zeitschrift für Literatur
allmende – Zeitschrift für Literatur ist eine 1981 erstmals erschienene Literaturzeitschrift, die von einer Gruppe süddeutscher Schriftsteller und Kulturschaffender gegründet wurde, darunter die späteren Mitherausgeber Martin Walser, Adolf Muschg und André Weckmann, ferner Hermann Kinder, Jochen Kelter, Peter Salomon sowie die beiden Redakteure Manfred Bosch und Matthias Spranger. Später kamen als Mitherausgeber u. a. Ulrike Längle und Hermann Bausinger hinzu.

## Geschichte
Der alte deutsche Rechtsbegriff Allmende bezeichnet ein Gemeinde-Eigentum, dessen Nutzung allen Mitgliedern einer Gemeinde zur Verfügung steht. In symbolischer Entsprechung wollte Allmende in allen literarischen, essayistischen und dokumentarischen Formen und Genres einen exemplarischen Dialog über Vergangenheit und Gegenwart der alemannischen Region aufnehmen. Dabei lag die Besonderheit der Zeitschrift von Anfang in der Grenzüberschreitung, wie sie in der „kleinen Internationalität“ des Alemannischen beschlossen liegt (das sich auf Baden-Württemberg, die deutschsprachige Schweiz, Vorarlberg, das Elsass und Liechtenstein erstreckt). Region verstand Allmende also nicht als abgesondertes Terrain, sondern – wie es in der Begründung anlässlich der Verleihung des Reinhold-Schneider-Preises der Stadt Freiburg im Breisgau im Jahre 1992 hieß, „als einen Platz, an dem sich Weite und Nähe, Heimat und Fremde begegnen und einander ständig durchdringen. In dieser Dialektik ist die Kulturzeitschrift Allmende ein wichtiges kulturpolitisches Ferment für Europa.“
Von der Kritik von Anfang an als „Kritische Heimatkunde“ bewertet und wohlwollend begleitet, erschienen in den jährlich zweimal im Buchformat erscheinenden Ausgaben u. a. Beiträge von Lothar Baier, Hermann Bausinger, Peter Bichsel, Beat Brechbühl, Hermann Burger, Walter Dirks, Manfred Fuhrmann, Olga Grjasnowa, Erich Hackl, Peter Hamm, Josef Haslinger, Günter Herburger, Barbara Honigmann, Ricarda Junge, Kevin Kuhn, Angelika Klüssendorf, Ulrike Längle, Hanna Lemke, Ludger Lütkehaus, Christoph Meckel, Walter Moßmann, Adolf Muschg, Lotte Paepcke, Verena Roßbacher, Dieter Schlesak, Saša Stanišić, Martin Walser, André Weckmann und Markus Werner.
Ende der 1980er Jahre ging die Zeitschrift allmählich zu Themenschwerpunkten über: Themen waren etwa Neue Literatur aus Vorarlberg, Kindheit – literarisch, Weibliches Schreiben, Kulturpolitik in der Krise, 1848/49 – Wege zur Revolution und Alemannisches Judentum. Von manchen dieser Ausgaben gingen weiterwirkende Forschungs- und kulturpolitische Impulse aus.
Mit der stark umstrittenen Einstellung der Zeitschriftenförderung des Landes Baden-Württemberg 2002 stellte sich die Existenzfrage der Allmende neu. 2003 übernahm die Literarische Gesellschaft Karlsruhe unter Federführung von Hansgeorg Schmidt-Bergmann die Herausgeberschaft.

## Auszeichnungen
- 2017: Förderpreis zum Kulturpreis Baden-Württemberg